# Шевчук Михайло Федорович
Шевчук Михайло Федорович (1 січня 1946, м. Бучач — 2005, м. Тернопіль) — український радянський футболіст. Майстер спорту СРСР (1968), чемпіон України серед аматорів (1968).

## Життєпис
Народився 1 січня 1946 року в м. Бучачі (Тернопільська область, нині Україна).
Виступав за команди «Колос» (Бучач, сезон-1970), СК «Луцьк», «Авангард» (Тернопіль, 1965–1969, 1971–1974).
Працював майстром ВО «Тернопільський комбайновий завод» (1975–2005). У 1975–1976 роках грав за заводський аматорський колектив «Комбайнобудівник».